# Zofia Bawarska (księżna Liechtensteinu)
Zofia Bawarska (niem. Sophie Elisabeth Marie Gabrielle; ur. 28 października 1967 w Monachium) – księżna dziedziczna Liechtensteinu i hrabina Rietbergu jako żona Alojzego Liechtensteina. Ma czworo dzieci – Józefa Wacława (ur. 1995), Marię Karolinę (ur. 1996), Jerzego (ur. 1999) i Mikołaja (ur. 2000).

## Życiorys
Urodziła się 28 października 1967 w Monachium jako pierworodne dziecko Maxa Emanuela Wittelsbacha i jego żony, Elżbiety Douglas. Jest zatem potomkinią w linii prostej ostatniego króla Bawarii – Ludwika III, który był jej prapradziadkiem.
Pierwsze lata życia przyszła księżna Liechtensteinu spędziła w Bawarii, gdzie najpierw uczęszczała do lokalnej szkoły podstawowej w Kreuth a następnie do szkoły dla dziewcząt angielskich. Kontynuowała edukację w żeńskim gimnazjum z internatem w Lenggries, a następnie w liceum w Monachium. Po ukończeniu szkoły średniej w 1988 roku udała się na trzy miesiące do Londynu, a po powrocie rozpoczęła studia anglistyczne na Katolickim Uniwersytecie w Eichstätt.
Po ślubie wraz z mężem mieszkała w Londynie do 1996 roku, kiedy małżeństwo przeniosło się do Vaduz.
Podobnie jak jej teściowa zaangażowała się w sprawy społeczne na terenie Liechtensteinu. W 2006 roku założyła fundację schwanger.li, która pomaga kobietom w ciąży. Ma ona swoje placówki w Buchs, Feldkirch i Schaan. Ponadto od 2015 roku przewodniczy Liechtensteińskiemu Czerwonemu Krzyżowi.
Na początku 2003 roku do publicznej informacji podano wiadomość, o tym że u Zofii zdiagnozowano oponiaka. Nowotwór przebiegał u księżnej łagodnie, a przeprowadzona w pierwszej połowie 2003 roku operacja zakończyła się sukcesem. 

## Dziedzictwo
Jako córce księcia bawarskiego Maxa Emanuela przypadają jej tytuły księżniczki bawarskiej (niem. Prinzessin von Bayern) i księżniczki na Bawarii (niem. Herzogin in Bayern). Obecnie tytuł księcia Bawarii (pretendenta do tronu Bawarii) i głowy rodu Wittelsbachów nosi wuj Zofii – Franciszek I Wittelsbach, który nie posiada potomka. Jego tytulatura po śmierci przejdzie na jego brata, czyli ojca księżniczki Maxa Emanuela. Po śmierci ojca Zofia Wittelsbach nie odziedziczy jednak tytułu pretendenta do tronu Bawarii, ponieważ sukcesja bawarska opiera się na prawie salickim, które pomija kobiety. Przypadną one dalekiemu krewnemu Zofii – Lutipoldowi Wittelsbachowi.

### Jakobicka pretendentka
Jej praprababką była Maria Teresa Habsburg-Este, która jako bratanica zmarłego bezdzietnie Franciszka V odziedziczyła po nim tytuł jakobickiego pretendenta do tronu Anglii i Szkocji. Po jej śmierci trafił on do jej syna Ruperta, a następnie do Alberta – dziadka Zofii. Kiedy Albert Bawarski zmarł, tytuły otrzymał jego najstarszy syn, Franciszek I Wittelsbach, czyli stryj Zofii. Nie ma on potomków, dlatego dziedzicem jego tytułów będzie jego brat – Max Emanuel, a więc ojciec księżniczki. Zofia Bawarska jest zatem druga w linii sukcesji tytułu jakobickiej pretendentki do tronu Anglii i Szkocji, a kolejny jest jej najstarszy syn, Józef Wacław.

## Małżeństwo i potomstwo
3 lipca 1993 roku wyszła za mąż za Alojzego Liechtensteina, z którym ma czworo dzieci:
- Józef Wacław (niem. Joseph Wenzel Maximilian Maria; ur. 24 maja 1995 w Londynie).
- Maria Karolina (niem. Marie-Caroline Elisabeth Immaculata; ur. 17 października 1996 w Grabs).
- Jerzy (niem. Georg Antonius Constantin Maria; ur. 20 kwietnia 1999 w Grabs).
- Mikołaj (niem. Nikolaus Sebastian Alexander Maria; ur. 6 grudnia 2000 w Grabs).

## Tytulatura
Od 1993: Jej Królewska Wysokość księżna dziedziczna Liechtensteinu, hrabina Rietbergu

## Odznaczenia
- Order Zasługi Księstwa Liechtenstein (Liechtenstein)
- Order Świętej Elżbiety (Bawaria)
- Order Teresy (Bawaria)

## Genealogia
| Prapradziadkowie                             | król Bawarii Ludwik III Wittelsbach (1845–1921) ∞1868 Maria Teresa Habsburg-Este (1849-1919) | książę w Bawarii Karol Teodor Wittelsbach (1839-1909) ∞1874 Maria Józefa Bragança (1857-1943) | Paul Draskovich von Trakostjan (1846-1889) ∞ 1874 Maria Felicia Festetics von Tolna (1850-1946)   | Alfred Adam von Montenuovo (1854-1927) ∞ 1879 Franziska Maria Kinsky von Wchinitz und Tettau (1861-1935) | Ludwik Wilhelm Douglas (1849-1916) ∞1876 Anna Louise Ehrensvärd (1855-1930)             | Salomon Eberhard Henschen (1847−1930) ∞1879 Gerda Maria Sandell (1852-1907)             | Hermann Julius Haas (1852-1902) ∞ Hermanna Heye (1857-1942)                                 | Philip Eulenburg (1847-1921) ∞1875 Augusta Sandels (1853-1941)                              |
| Pradziadkowie                                | Ruppert Wittelsbach (1869-1955) ∞1900 Maria Gabriela Wittelsbach (1878-1912)                 | Ruppert Wittelsbach (1869-1955) ∞1900 Maria Gabriela Wittelsbach (1878-1912)                  | Dionys Maria Draskovich von Trakostjan (1875-1909) ∞ 1903 Juliana Rosa von Montenouvo (1880-1961) | Dionys Maria Draskovich von Trakostjan (1875-1909) ∞ 1903 Juliana Rosa von Montenouvo (1880-1961)        | Wilhelm Archibald Douglas (1883-1960) ∞1907 Astri Henschen (1883-1976)                  | Wilhelm Archibald Douglas (1883-1960) ∞1907 Astri Henschen (1883-1976)                  | Otto Ludwik Haas-Heye (1879-1959) ∞1909 Viktoria Ada zu Eulenburg und Hertefeld (1886-1967) | Otto Ludwik Haas-Heye (1879-1959) ∞1909 Viktoria Ada zu Eulenburg und Hertefeld (1886-1967) |
| Dziadkowie                                   | Albert Wittelsbach (1905-1996) ∞1930 Maria Franciszka Draskovich von Trakostjan (1904-1969)  | Albert Wittelsbach (1905-1996) ∞1930 Maria Franciszka Draskovich von Trakostjan (1904-1969)   | Albert Wittelsbach (1905-1996) ∞1930 Maria Franciszka Draskovich von Trakostjan (1904-1969)       | Albert Wittelsbach (1905-1996) ∞1930 Maria Franciszka Draskovich von Trakostjan (1904-1969)              | Karol Ludwik Douglas (1908-1961) ∞1935 Ottora Maria Haas-Heye (1910-2001)               | Karol Ludwik Douglas (1908-1961) ∞1935 Ottora Maria Haas-Heye (1910-2001)               | Karol Ludwik Douglas (1908-1961) ∞1935 Ottora Maria Haas-Heye (1910-2001)                   | Karol Ludwik Douglas (1908-1961) ∞1935 Ottora Maria Haas-Heye (1910-2001)                   |
| Rodzice                                      | Maksymilian Emanuel Wittelsbach (ur. 1937) ∞1967 Elisabeth Christina Douglas (ur. 1940)      | Maksymilian Emanuel Wittelsbach (ur. 1937) ∞1967 Elisabeth Christina Douglas (ur. 1940)       | Maksymilian Emanuel Wittelsbach (ur. 1937) ∞1967 Elisabeth Christina Douglas (ur. 1940)           | Maksymilian Emanuel Wittelsbach (ur. 1937) ∞1967 Elisabeth Christina Douglas (ur. 1940)                  | Maksymilian Emanuel Wittelsbach (ur. 1937) ∞1967 Elisabeth Christina Douglas (ur. 1940) | Maksymilian Emanuel Wittelsbach (ur. 1937) ∞1967 Elisabeth Christina Douglas (ur. 1940) | Maksymilian Emanuel Wittelsbach (ur. 1937) ∞1967 Elisabeth Christina Douglas (ur. 1940)     | Maksymilian Emanuel Wittelsbach (ur. 1937) ∞1967 Elisabeth Christina Douglas (ur. 1940)     |
| Zofia Wittelsbach (ur. 28 października 1967) |                                                                                              |                                                                                               |                                                                                                   | |                                                                                         |                                                                                         |                                                                                             |                                                                                             |